# Mesoclemmys raniceps
Espèce
Synonymes
- Hydraspis raniceps Gray, 1856
- Phrynops raniceps (Gray, 1856)
- Phrynops wermuthi Mertens, 1969

Mesoclemmys raniceps est une espèce de tortue de la famille des Chelidae.

## Répartition
Cette espèce est endémique d'Amérique du Sud. Elle se rencontre :
- en Colombie dans les départements d'Amazonas, de Caquetá, de Guainía, de Putumayo et de Vaupés ;
- en Équateur ;
- en Bolivie ;
- au Pérou dans les régions de Loreto, de Madre de Dios, de Pasco et d'Ucayali ;
- au Brésil dans les États d'Acre, d'Amapá, d'Amazonas, du Mato Grosso, du Pará, du Rondônia et du Roraima ;
- au Venezuela dans l'État d'Amazonas.

## Publication originale
- Gray, 1856 "1855" : Catalogue of Shield Reptiles in the Collection of the British Museum. Part I. Testudinata (Tortoises). British Museum, London, p. 1-79 (texte intégral).